# Lars-Eric Samuelsson
Lars-Eric Torsten Samuelsson, född 15 maj 1921 i Hagshults församling i Jönköpings län, död 17 november 2010 i Norrstrands församling i Karlstad, var en svensk trädgårdskonsulent. År 1956 började Samuelsson som trädgårdskonsulent åt Hushållningssällskapet i Värmland och han ritade bland annat en del kyrkogårdar.
Samuelsson var tillsammans med Ulf Schenkmanis under 25 år programledare för Trädgårdsdags (1979–2004) i Sveriges Radio P1. Samuelsson skrev ett 70-tal böcker tillsammans med Schenkmanis, exempelvis Parker och trädgårdar i Värmland: reseguide.
Lars-Eric Samuelsson erhöll professors namn 2006.